# 진리부
진리부(Ministry of Truth, 신어에 따르면 Minitrue)은 조지 오웰의 《1984》의 전체주의 국가 오세아니아에 있는 네 개의 부처 중 하나이다. 다른 세 부처와 마찬가지로, 진리(眞理)라는 이름은 반어적인 표현이며, 실제로 진리성에서 관장하는 업무는 역사적 사건들을 위조하여 대중을 속이는 것이다. 진리성의 표어는 “과거를 지배하는 자가 미래를 지배하고, 현재를 지배하는 자가 과거를 지배한다.”이다. 주인공 윈스턴 스미스가 진리성에 근무한다.